# ديميتريج أوفتشاروف
ديميتريج أوفتشاروف (مواليد 2 سبتمبر 1988) هو لاعب كرة طاولة ألماني-أوكراني المولد،فاز ب 2 ميدالية فضية و4 ميدالية برونزية في الألعاب الأولمبية.